# Општина Усусау
Усусау (рум. Ususău) општина је у Румунији у округу Арад.
Oпштина се налази на надморској висини од 132 m.

## Становништво
Према попису становништва из 2002. године, општина је имала 1388 становника, од чега су 97,4% били Румуни, 0,4% Мађари, 1,0% Роми, 0,9% Украјинци и 0,3% остали који нису навели своју националност.